# 马丁·施密特 (足球教练)
马丁·施密特（德語：Martin Schmidt，1967年4月12日—）是一位瑞士前足球运动员及现任足球教练，自2019年4月起执教德甲俱乐部奥格斯堡。

## 职业生涯
作为一名球员，施密特曾于1976年至1998年间效力于纳特尔斯，其后又从1998年至2001年间代表拉龙（FC Raron）作赛。他在当地挂靴后便直接成为拉龙的助理教练，并自2003年起升任主教练。2008年，施密特转而执教图恩二队。此外，他还是一位兼职的汽车技工。
两年后，施密特来到德国，成为美因茨05二队的主教练。2013-14赛季，他率领球队在西南地区联赛以第三名完赛。但得益于竞争对手、获得第二名的弗赖堡二队放弃参加升级附加赛，美因茨05二队因而能够接替出战新施特雷利茨，并在历史上首次升入第三级别的德丙联赛。
2015年2月17日，施密特接替刚被解雇的卡斯珀·尤爾曼，正式升任美因茨的主教练。他与俱乐部的合同期至2018年6月止。